# Jean Kickx
Jean Kickx (ur. 17 stycznia 1803 w Brukseli, zm. 1 września 1864 w Brukseli) – belgijski botanik i  mykolog.

## Życiorys
Jean Kickx był synem Jeana Kickxa i Jeanne-Catherine Van Merstraeten. W 1830 r. ukończył studia z zakresu  nauk przyrodniczych na Katolickim Uniwersytecie w Lowanium. Został doktorem farmacji. Początkowo przejął aptekę ojca, potem pracował w różnych instytucjach medycznych w Brukseli, a w 1834 r. został profesorem botaniki i mineralogii w Brukseli. Po zaledwie roku przyjął posadę na Uniwersytecie w Gandawie i pracował tu do śmierci w 1864 r.
Od lat 40. XIX wieku badał florę roślin zarodnikowych północno-zachodniej Belgii. Dziełem jego życia jest Flore cryptogamique des Flandres. Nie zdążył go jednak ukończyć. Już po jego śmierci dzieło to dokończył jego syn Jean Jacques Kickx i opublikował w 1867 r.
W naukowych nazwach opisanych przez niego taksonów dodawany jest skrót jego nazwiska J. Kicks f.